# Clarion (Iowa)
Clarion település az Amerikai Egyesült Államok Iowa államában, Wright megyében, melynek megyeszékhelye is. Lakosainak száma 2810 fő (2020. április 1.).

## Népesség
A település népességének változása:

| 2010 | 2 850 |
| 2020 | 2 810 |